# Falmouth Town
 Falmouth Town – stacja kolejowa w mieście Falmouth, w hrabstwie Kornwalia. Stacja leży na linii kolejowej Maritime Line.

## Ruch pasażerski
Stacja obsługuje ok. 233 300 pasażerów rocznie (dane za rok 2021/2022). Posiada połączenie z Truro, stacją Falmouth Docks i linią Cornish Main Line. Serwis obsługiwany jest wahadłowo, w przybliżeniu co godzinę w jedną stronę.